# Fahim Hashimy
Mohammad Fahim Hashimy (Kabul, 27 de septiembre de 1980) es un empresario y político afgano, quien se desempeñó Ministro de Comunicaciones y Tecnología de la Información. 
Fungió como Ministro de Comunicaciones entre mayo de 2019 y agosto de 2020. Así mismo, se desempeñó como presidente Comité Olímpico de Afganistán entre 2014 y 2015, cargo al que llegó tras desempeñarse como Vicepresidente y en reemplazo de Mohammad Zahir Aghbar.

## Biografía

### Primeros años
Hashimy nació el 27 de septiembre de 1980 en Kabul, entonces capital de la República Democrática de Afganistán. Es miembro de la etnia Hazara.

### Carrera empresarial
Hashimy es uno de los principales empresarios de Afganistán. En 2005, comenzó a construir una de las empresas de logística más grandes de Afganistán, centrándose en proporcionar servicios críticos y recursos materiales al gobierno afgano y las fuerzas internacionales. En 2010, Fahim Hashimy lanzó 1TV, la segunda red de televisión más grande de Afganistán y la pieza central de GroupOne, un grupo de medios de comunicación. Esta empresa es parte de Hashimy Group, un conglomerado afgano con intereses en logística de combustible, fabricación, aerolíneas, comercio y construcción.

### Carrera política y ejecutiva
Hashimy fue elegido para un mandato de 4 años como presidente del Comité Olímpico de Afganistán (COA) en la Asamblea General del COA realizada en Kabul el 30 de abril de 2014. Obtuvo 27 votos en la primera ronda de votaciones, lo cual le dio la mayoría necesaria para ser elegido sin necesidad de pasar a una segunda ronda. Sucedió en el cargo a Mohammad Zahir Aghbar, quien se desempeñó como presidente de ACNO de 2009 a 2014.
Tras su elección como presidente del CON, Hashimy declaró que quería "crear un CON de clase mundial y aumentar la participación de las mujeres en los deportes, demostrando que culturalmente se puede ser una buena mujer musulmana pero también una buena atleta". Además, mencionó que la elección fue un día histórico y que ahora quería llevar al CON al siguiente nivel.
Renunció al cargo en 2015, siendo reemplazado interinamente por Mahmood Hanif.
Mediante el decreto 557 del 27 de mayo de 2019, fue nombrado por el presidente Ashraf Ghani Ahmadzai como Ministro de Comunicaciones y Tecnología de la Información de Afganistán. Ejerció el cargo hasta agosto de 2020. 